# Крэй, Эрик
Эрик Шон Бразас Крэй (англ. Eric Shauwn Brazas Cray; род. 6 ноября 1988, Олонгапо) — филиппинский и американский легкоатлет, специалист по барьерному бегу и спринту. Выступает за сборную Филиппин по лёгкой атлетике с 2013 года, чемпион Азии, многократный чемпион Игр Юго-Восточной Азии, действующий рекордсмен страны в нескольких дисциплинах, участник летних Олимпийских игр в Рио-де-Жанейро.

## Биография
Эрик Крэй родился 6 ноября 1988 года в городе Олонгапо, Филиппины. Его мать — филиппинка, а отец — американец. Детство провёл в Сакраменто, Калифорния, учился в старшей школе James Madison High School в Сан-Антонио, Техас, где начал серьёзно заниматься лёгкой атлетикой.
Продолжил спортивную карьеру во время учёбы в Университете Бетун-Кукман и в Оклахомском университете, получив степени в области педагогики и управления персоналом соответственно. Будучи студентом, участвовал в различных университетских соревнованиях, в частности выступал в первом дивизионе чемпионата Национальной ассоциации студенческого спорта (NCAA). Пытался пройти отбор в американскую сборную для участия в летних Олимпийских играх 2012 года в Лондоне.
Имея двойное гражданство, США и Филиппин, с 2013 года Крэй выступал за филиппинскую национальную сборную. Так, в этом сезоне в беге на 400 метров с барьерами он одержал победу на Играх Юго-Восточной Азии в Нейпьидо, участвовал в чемпионате Азии в Пуне и в чемпионате мира в Москве.
В 2014 году в той же дисциплине занял шестое место на Азиатских играх в Инчхоне.
На Играх Юго-Восточной Азии 2015 года в Сингапуре одержал победу в беге на 100 метров и в беге на 400 метров с барьерами. Стартовал на чемпионате мира в Пекине.
В 2016 году в беге на 60 метров выиграл бронзовую медаль на чемпионате Азии в помещении в Дохе, дошёл до полуфинала на чемпионате мира в помещении в Портленде, тогда как на международном старте в Мадриде установил ныне действующий рекорд Филиппин в беге на 400 метров с барьерами — 48,98. Выполнив олимпийский квалификационный норматив (49,40), удостоился права защищать честь страны на Олимпийских играх в Рио-де-Жанейро — в программе барьерного бага на 400 метров остановился на стадии полуфиналов.
В 2017 году выиграл 400 метров с барьерами на чемпионате Азии в Бхубанешваре. На Играх Юго-Восточной Азии в Куала-Лумпуре трижды поднимался на пьедестал почёта: победил в беге на 400 метров с барьерами, получил серебро в беге на 100 метров, взял бронзу в эстафете 4×100 метров. На чемпионате мира в Лондоне был дисквалифицирован в ходе предварительного квалификационного этапа.
В 2018 году бежал 60 метров на чемпионате мира в помещении в Бирмингеме. На Азиатских играх в Джакарте финишировал седьмым в 400-метровом барьерном беге, в то время как в эстафете 4×100 метров в финал не вышел.
В 2019 году участвовал в чемпионате Азии в Дохе и в домашних Играх Юго-Восточной Азии, где победил в беге на 400 метров с барьерами, взял бронзу в классической эстафете 4×100 метров и завоевал золотую награду в смешанной эстафете 4×100 метров.
В 2021 году выиграл 400 метров с барьерами на Играх Юго-Восточной Азии во Вьетнаме.
В 2023 году стал шестым на чемпионате Азии в Бангкоке, выиграл Игры Юго-Восточной Азии в Камбодже, принимал участие в чемпионате мира в Будапеште и Азиатских играх в Ханчжоу.